# Hébécourt (Eure)
Hébécourt è un comune francese di 603 abitanti situato nel dipartimento dell'Eure nella regione della Normandia.

## Società

### Evoluzione demografica
Abitanti censiti